# Нешънъл Сити
„Нешънъл Сити“ (на английски: National City Corporation, NCC) е корпорация, една от 10-те най-големи банки в САЩ, със седалище в град Кливланд, щата Охайо, съществувала от 1845 до 2008 г. Символът на „Нешънъл Сити“ на Нюйоркската фондова борса e NCC.
„Нешънъл Сити“ има 35 231 служители през 2005 г. Извършва дейност предимно в щатите Охайо, Илинойс, Индиана, Кентъки, Мичиган, Мисури, Пенсилвания, Флорида, има отделни клиенти и в други щати.

## Официална страница
- Официална страница